# St. Ludgerus (Heek)

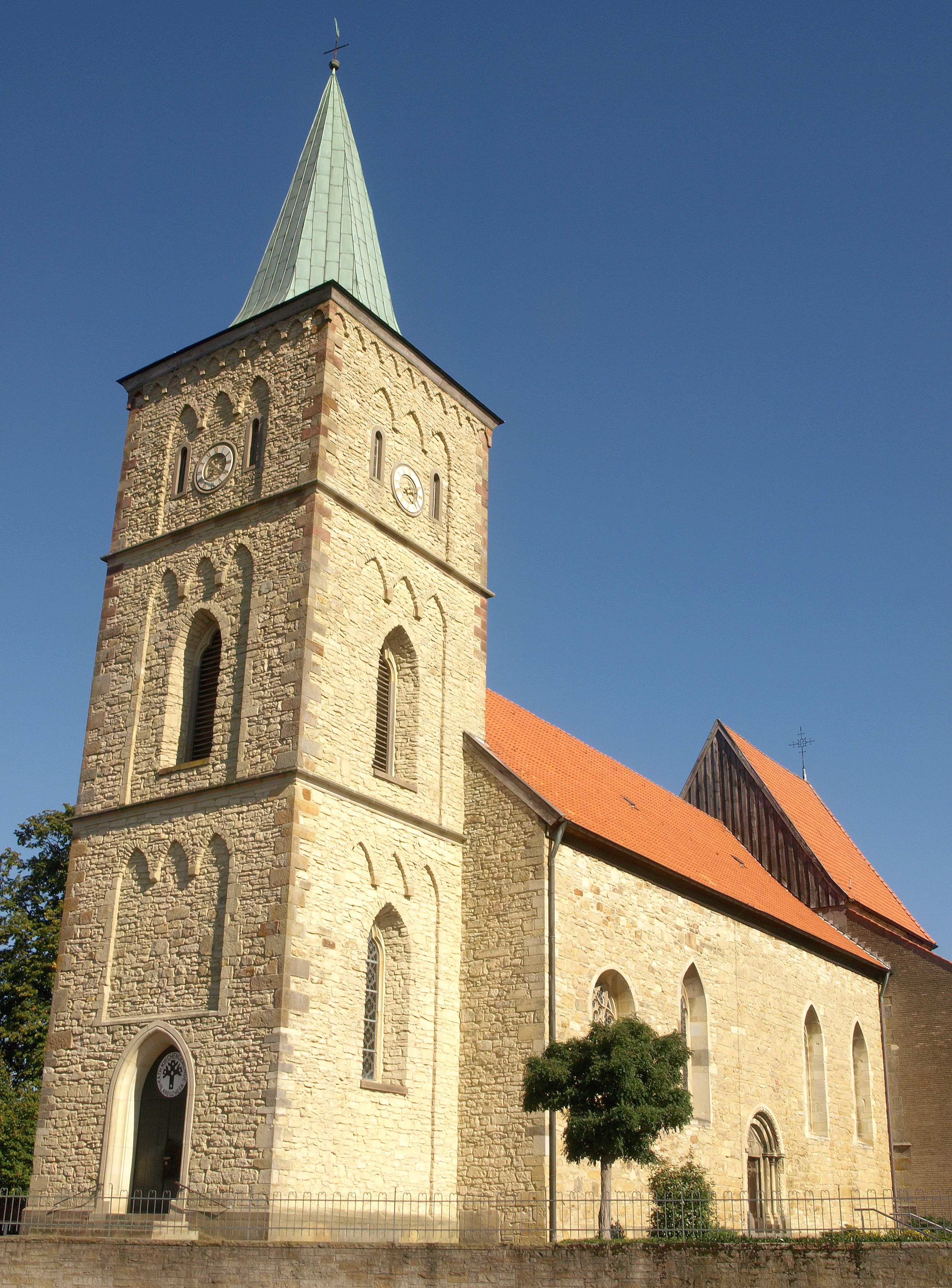
Heek, St. Ludgerus

Die katholische Pfarrkirche St. Ludgerus ist ein denkmalgeschütztes Kirchengebäude in Heek, einer Gemeinde im Kreis Borken im westlichen Münsterland. Das alte Hauptschiff der Kirche wurde bereits im 12./13. Jahrhundert erbaut. Im Inneren finden sich zahlreiche bemerkenswerte Ausstattungsstücke. Namenspatron ist der heilige Ludger.

## Geschichte
Urkundlich wird eine Pfarrei in Heek erstmals 1256 erwähnt. Heek zählt zu den Urpfarreien des Bistums Münster. Das alte Hauptschiff der Kirche wurde im 12./13. Jahrhundert erbaut. Anfang des 14. Jahrhunderts wurde es gründlich umgestaltet. Spitzbogige, gotische Maßwerkfenster wurden eingebaut. Außerdem erhielt die Kirche eine Gewölbedecke, deren wulstige, aus Backsteinen gebildete Gurtbögen tief hinabreichen und auf Sandsteinkonsolen ruhen. 1504 wurde der Grundstein für einen großen neuen Chor gelegt, der um 1520 im Stil der Spätgotik vollendet war. 1834 war der neuromanische Kirchturm fertiggestellt, nachdem der baufällige Treppenturm 1822/23 abgerissen worden war. 1968–70 wurde die Kirche durch beidseitige Anbauten erweitert. Sie lehnen sich an den spätgotischen Chor mit abgeschleppten Dächern nach Süden und Norden an. Damit trug man dem zusätzlichen Bedarf an Sitzplätzen Rechnung und setzte auch die liturgischen Vorgaben der des II. Vatikanischen Konzils um, indem ein kreuzförmiger Kirchenraum entstand.

## Namenspatron
Der heilige Ludger wurde 742 bei Utrecht geboren. Er war Sohn christlicher Eltern aus einem friesischen Adelsgeschlecht. Schon früh war er für eine geistliche Laufbahn bestimmt. Karl der Große ernannte ihn zum Missionsleiter für das mittlere Friesland, später für das westliche Sachsen (heutiges westliches Westfalen). Um 790 entstand um Münster ein Missionsbistum. 805 wurde er als Bischof von Münster geweiht. Er missionierte ohne Zwangsmittel mit Überzeugungsarbeit und Predigten. 809 starb er in Billerbeck.
Dass die Kirche in Heek von Ludgerus gegründet wurde, ist urkundlich nicht nachgewiesen. Er soll jedoch eine mächtige Eiche vor den Augen der Ungläubigen gefällt und kurz vor seinem Tod in Heek gepredigt haben.

## Außenarchitektur
Zwei Türen an den Seitenschiffen und das Turmportal ermöglichen den Zugang zur Kirche. Verschlossen sind das sogenannte Ochtruper Tor und das romanische Südportal von ca. 1250. Das Tympanon über dem Südportal zeigt ein Kreuz, das auf einem Halbbogen als Fuß ruht.

## Ausstattung

### Altarraum

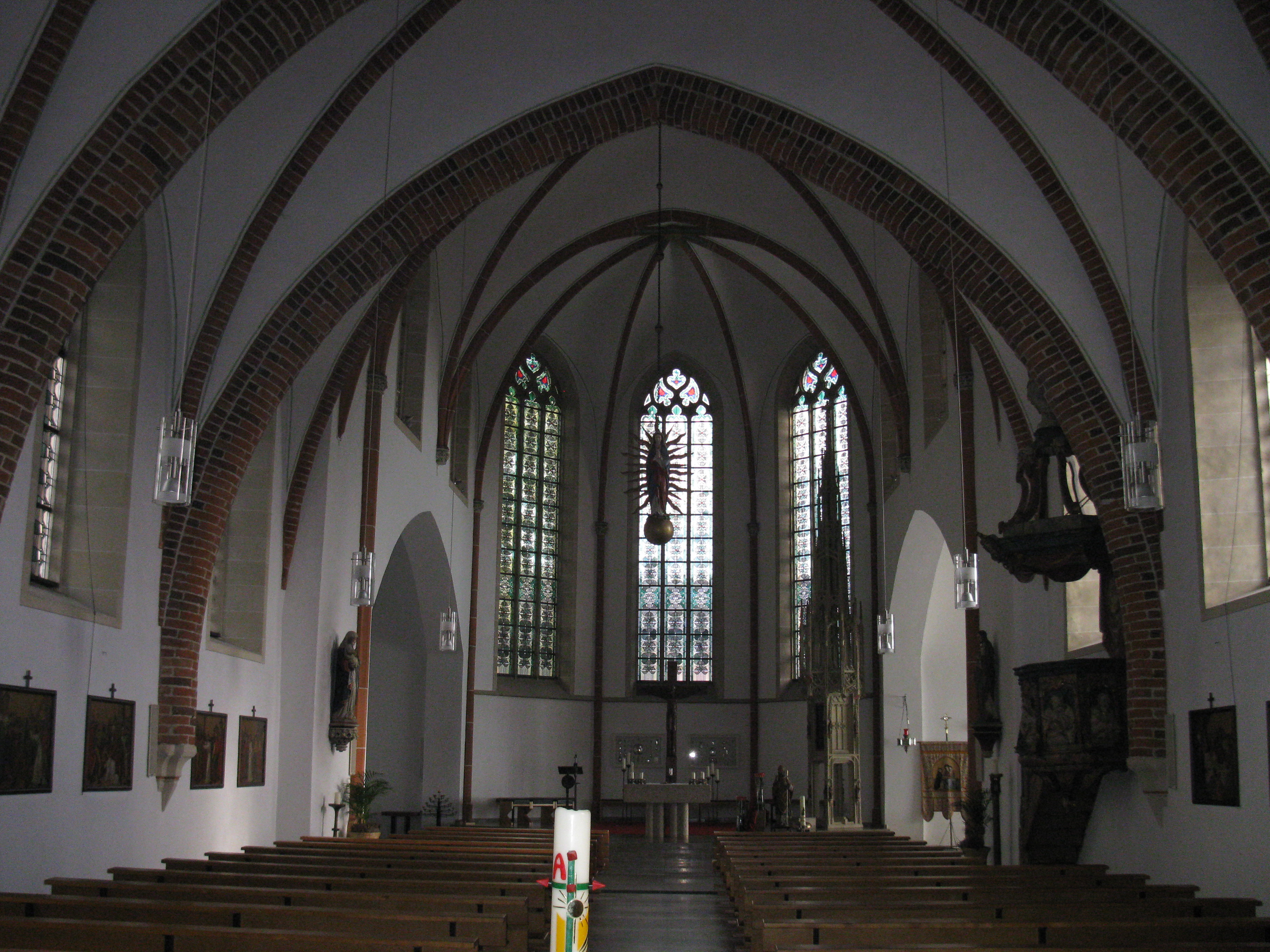
St. Ludgerus, Innenraum

Im Zentrum der Kirche am Schnittpunkt der Achsen von Hauptschiff und Seitenschiffen steht der Altar von Johannes Niemeier. Trotz seines Gewichtes von 30 Zentnern wirkt der Altar aus römischem Travertin leicht. In den Altar ist das „Grab“ eingelassen mit Reliquien des heiligen Apostels Jakobus, der heiligen Vitalis, der Gefährtinnen der heiligen Ursula und anderer heiliger Märtyrer aus den Katakomben der heiligen Clemens von Rom. Auf der Altarplatte sind fünf Kreuze zur Erinnerung an die fünf Wundmale Jesu zu erkennen. Der Altar wurde 1971 geweiht.
In der Nähe zum Altar steht der Ambo, der nach der Erweiterung der Kirche 1968/70 angeschafft wurde. Wie auch der Altar ist es ein Werk von Johannes Niemeier.
Ebenfalls beim Altar steht das spätgotische Sakramentshäuschen von 1520. Die beiden Wappen über dem schmiedeeisernen Tabernakelgitter erinnern an die Stifter, den Nienborger Burgherren Matthias de Sasse und seine Frau Margaretha von Schonefeld. Der aus Baumberger Sandstein gefertigte Sakramentsturm reicht bis ins Gewölbe. Die Apostelfiguren in den Nischen wurden 1977 nach alten Vorbildern ergänzt. Das Sakramentshäuschen dient als Aufbewahrungsort für die heilige Eucharistie, wie das ewige Licht andeutet.

### Hochkreuz
Im Chorraum steht frei das romanische Hochkreuz, das ortsüblich „Gnadenkreuz“ genannt wird. Mehrheitlich wird das Kreuz um 1200 eingeordnet. Es hat eine Höhe von 1,46 m, die Spannweite der Arme beträgt 1,28 m. Das Reliquiar im Hinterkopf enthält u. a. die Reliquien des hl. Johannes, des hl. Paulus, des hl. Ludgerus, des hl. Stephanus, vom Kreuz Christi, des hl. Nikolaus, des hl. Jakobus, des hl. Kosmas und des hl. Gereon. Früher versprach man sich von der Nähe und dem Berühren der Reliquien Hilfe und Heilung.

### Taufbecken
Im Eingangsbereich der Kirche finden wir das romanische Taufbecken (vor 1250) vom Bentheimer Typ. Es ruht auf einer quadratischen Basis, getragen von vier löwenartigen Figuren, die uns ihr Raubtiergebiss zuwenden. Ein Wulstring trennt die Basis vom Taufbecken. Die beide gegenläufigen Doppeltaubänder auf dem Taufbecken erinnern an hölzerne Fasstaufen, die mit dicken Tauen zusammengehalten wurden. Das Taufbecken ist reich verziert mit einer Figurengruppe mit Pferd, Ranken, Masken, Trauben und Palmetten.

### Grabplatten
An der rechten Seite im Eingangsbereich im Turm ist die Grabplatte der Anna Margaretha von Heiden. Sie wurde 1970 bei der Kirchenrestaurierung in Einzelstücken unter dem Holzfußboden gefunden. Eine weitere Grabplatte von 1510 diente kopfüber im Sand liegend als Trittplatte vor dem romanischen Seitenportal. Auch sie ist im Turm zu finden. Beide Grabplatten erinnern an die Zeit, als die Kirche von Heek auch als Grablege für die Nienburger Burgmänner und adeligen Frauen diente.

### Gemälde
Im Turm hängt das Gemälde „Josef führt den Jesusknaben“. Es wurde 1985 nach einer Skizze des Barockmalers Murillo geschaffen.
Über der Pietà hängt das Altarbild des ehemaligen Barockaltars. Es zeigt Ludgerus als Gründer der Heeker Pfarrkirche mit seinem Gefolge. Kirchenplan, Evangelienbuch und Bischofsstab hat er aus seinen Händen gegeben. Sein Blick richtet sich zum Himmel als einer Welt von Engeln. In der unteren linken Ecke ist das Bild datiert: Margaretha Elisa. König 1752.

### Statuen
Anna Selbdritt ist eine Holzplastik aus dem 3. Viertel des 15. Jahrhunderts. Nach einer Umarbeitung zur „Mutter Gottes mit Kind“ hat sie nach mehrfachem Standortwechsel ihren Platz hinter einem schmiedeeisernen Gitter gefunden.
Der Weg durch den Mittelgang führt an einer farbig gefassten Pietà aus dem 19. Jahrhundert vorbei, die an die im Krieg zerstörte Achtermannsche Pietà im Dom von Münster erinnert.
Es sind noch zwei holzgeschnitzte Figuren des alten Barockaltars vorhanden: Bernhard von Clairvaux ist in der Tracht der Zisterzienser mit herabfallendem Gewand und die Schulter bedeckender Kapuze dargestellt. In der rechten Hand hat er die Leidenswerkzeuge von Jesus: Kreuz, Lanze und Rohr mit Schwamm. Johannes Nepomuk ist mit Soutane und knielangem Chorhemd bekleidet. Der Umhang mit Pelzstücken weist ihn als Kanoniker oder Domherr aus. Der volkstümliche Heilige hat wegen seiner christlichen Überzeugung den Märtyrertod erlitten.
Im Kirchenraum schwebt die Strahlenkranzmadonna. Es ist ein Abguss einer Mondsichelmadonna von 1830 und zeigt Maria, die in die Höhen des Himmels erhoben ist. Das Original befindet sich in der Kapelle des Seniorenheims in Heek.

### Antependium
Vom neugotischen Altar, der von 1869 bis 1969 in der Kirche war, ist unter anderem ein Antependium erhalten geblieben. Dieses wurde von drei Damen aus dem Haus von Heyden zum Teil in Perlstickerei gefertigt. Es ist eine kunstvolle Darstellung des letzten Abendmahls in Anlehnung an das berühmte Bild von Leonardo da Vinci und hat seinen Platz über dem alten Chorgestühl in der Sakristei.

### Orgel
Der Auftrag für den Bau der neuen Orgel, die sechste in der 350-jährigen Orgelgeschichte der Kirche, wurde 1990 an die Fa. Romanus Seifert in Kevelaer erteilt. Die Orgel hat 30 Register. An der Brüstung der Orgelbühne sind die aus dem Jahr 1830 stammenden Figuren der Hl. Cäcilia und von König David angebracht, beides Patrone der Kirchenmusik.
| I Hauptwerk C–g3 |                  |        |
| 01.              | Bordun           | 16′    |
| 02.              | Prinzipal        | 08′    |
| 03.              | Gedackt          | 08′    |
| 04.              | Oktave           | 04′    |
| 05.              | Rohrflöte        | 04′    |
| 06.              | Quinte           | 02 ⁄3′ |
| 07.              | Superoktave      | 02′    |
| 08.              | Kornet V (ab f0) | 08′    |
| 09.              | Mixtur V         | 01 ⁄3′ |
| 10.              | Fagott           | 16′    |
| 11.              | Trompete         | 08′    |
|                  | Tremulant        |        |

| II Brustwerk C–g3 |                 |        |
| 12.               | Gedackt         | 08′    |
| 13.               | Holzflöte       | 08′    |
| 14.               | Gamba (ab c0)   | 08′    |
| 15.               | Prinzipal       | 04′    |
| 16.               | Flöte           | 04′    |
| 17.               | Sesquialtera II | 02 ⁄3′ |
| 18.               | Gemshorn        | 02′    |
| 19.               | Quinte          | 01 ⁄3′ |
| 20.               | Oktävlein 0     | 01′    |
| 21.               | Scharff III     | 02⁄3′  |
| 22.               | Oboe            | 08′    |
|                   | Tremulant       |        |

| Pedal C–f1 |               |        |
| 23.        | Prinzipal     | 16′    |
| 24.        | Subbass       | 16′    |
| 25.        | Oktavbass     | 08′    |
| 26.        | Gedacktbass   | 08′    |
| 27.        | Choralbass    | 04′    |
| 28.        | Nachthorn     | 02′    |
| 29.        | Hintersatz IV | 02 ⁄3′ |
| 30.        | Posaune       | 16′    |

- Koppeln: II/I, I/P, II/P.

## Glocken
Die fünf Glocken haben insgesamt eine mehr 450-jährige Geschichte.
| Nr. | Name                      | Gussjahr | Gießer                           | Durchmesser (mm) | Masse (kg) | Nominal (16tel) | Inschrift, Anmerkungen |
| --- | ------------------------- | -------- | -------------------------------- | ---------------- | ---------- | --------------- | --- |
| 1   | Josefs-Glocke             | 1978     | Petit & Gebr. Edelbrock, Gescher | 1455             | 2020       | d1 -8⁄16        | Ich werde Josef genannt, Beschützer auf Erden, Fürsprecher im Himmel |
| 2   | Marien-Glocke             | 1724     | Johan Sweys                      | 1160             | 1100       | f1 -6⁄16        | mit Mondsichelmadonna: „Heilige Maria, bitte für Dein Volk. Die Toten beweine ich, die Pest vertreibe ich, die Blitze breche ich. Gegossen wurde ich aus Mitteln der Pfarre unter Pastor J.B. Volbier. Johan Sweys schuf mich. Allein Gott sei die Ehre. Münster, im Jahre 1724“, Ton f-6/16, |
| 3   | Salvator(=Erlöser)-Glocke | 1724     | Johan Sweys                      | 1020             | 700        | g1 -5⁄16        | mit segnendem Christus mit Weltkugel: „Erlöser, rette Dein Volk! Ich lobe den wahren Gott, das Volk ruf ich, den Klerus versammle ich. Ich wurde gegossen aus Mitteln der Pfarre unter Pastor J.B. Volbier. Johan Sweys schuf mich. Allein Gott sei die Ehre. Münster, im Jahre 1724“         |
| 4   | Ludgerus-Glocke           | 1647     |                                  | 960              | 500        | g1 -12⁄16       | „…(zum Teil unleserlich). Im Jahre des Heiles 1647. Ich heiße Ludgerus“ |
|     | Jesus-Maria-Glocke        | 1589     | Johan Bilck                      | 200              | 4          |                 | (alte Sakristeiglocke): „Im Jahres des Herrn 1589. Jesus Maria. Ehre sei Gott in der Höhe. Johan Bilck hat mich gemacht.“ |